# Havadar SC
Der Havadar Sport Club (persisch باشگاه ورزشی هوادار), auch bekannt als Havadar, ist ein iranischer Sportverein aus Eslamschahr in der Provinz Teheran. Aktuell spielt der Verein in der ersten Liga, der Persian Gulf Pro League.

## Geschichte
Der Verein wurde 2018 als Sorkhpooshan Pakdasht Football Club (persisch باشگاه فوتبال سرخپوشان پاکدشت) gegründet. 2020 wurde der Klub in Havadar Sport Club umbenannt. 

## Stadion
Der Verein trägt seine Heimspiele im PAS Stadium, auch bekannt als Shahid Dastgerdi Stadium in Ekbātān aus. Das Stadion hat ein Fassungsvermögen von 8250 Personen.

## Trainer
Stand: Mai 2025
| Trainer            | Nation | von               | bis               |
| ------------------ | ------ | ----------------- | ----------------- |
| Farhad Kazemi      | Iran   | 1. Juli 2018      | 27. Januar 2019   |
| Mahmoud Fekri      | Iran   | 30. Januar 2019   | 11. März 2019     |
| Mehdi Pashazadeh   | Iran   | 11. März 2019     | 1. Juni 2019      |
| Ali Nikbakht       | Iran   | 3. Juni 2019      | 9. Dezember 2019  |
| Gholamreza Enayati | Iran   | 22. Dezember 2019 | 4. Juni 2022      |
| Saket Elhami       | Iran   | 22. Juni 2022     | 30. Mai 2023      |
| Mahmoud Fekri      | Iran   | 5. Juni 2023      | 20. Dezember 2023 |
| Masoud Shojaei     | Iran   | 22. Dezember 2023 | 30. Juni 2024     |
| Mehdi Rahmati      | Iran   | 24. Juli 2024     | 21. Dezember 2024 |
| Omid Ravankhah     | Iran   | 24. Dezember 2024 |                   |